# Arctia nicaeensis
Arctia nicaeensis là một loài bướm đêm thuộc phân họ Arctiinae, họ Erebidae.